# Tichosteus lucasanus
Tichosteus lucasanus es una especie dudosa y tipo del género extinto  Tichosteus  (“muro de heso”) de dinosaurio ornitópodo iguanodontiano que vivió a finales del período Jurásico, hace 150 millones de años, durante el Kimmeridgiense, en lo que es hoy Norteamérica. En 1877 Edward Drinker Cope nombró a la especie tipo Tichosteus lucasanus. El nombre del género se deriva del griego teichos, "muro", y osteon, "hueso", refiriéndose al hecho de que las vértebras, aunque huecas por dentro, no tenía forámenes neumáticos laterales, las aberturas en los muros laterales donde los sacos aéreos invaden el hueso. El nombre de la especie en honor del superintendente de escuelas públicas Oramel W. Lucas, quien recogió dos vértebras para Cope, cerca del río Arkansas. Las vértebras dorsales, formando ambas el holotipo AMNH 5770, y miden cerca de 23 milímetros de largo. Cope estimó que el tamaño del animal era comparable a un aligátor; Charles Craig Mook más tarde lo comparó con el de un lobo. El espécimen representa un individuo subadulto, como se observa en las suturas entre los centros de las vértebras y el arco neural.